# Weiterbildungskolleg
Weiterbildungskolleg bezeichnet die Schulen des zweiten Bildungswegs in NRW. Er umfasst die Bildungsgänge Abendrealschule, Abendgymnasium und Kolleg. Die Weiterbildungskollegs sind allgemein bildende Schulen und gehören nicht zu den Berufskollegs.

## Zielgruppe
Zielgruppe sind Erwachsene, die während oder nach einer Berufstätigkeit einen höherwertigen Schulabschluss erlangen möchten. In den meisten Fällen ist das Ziel die Aufnahme eines Studiums an einer Fachhochschule oder Universität. Im Gegensatz zu Schulen des ersten Bildungsweges wird nicht von Schülern, sondern von Studierenden gesprochen.

## Abendrealschule
Die Abendrealschule führt in der Regel innerhalb von zwei Jahren zu einem mittleren Schulabschluss (mit oder ohne Qualifikationsvermerk). Absolventen der Abendrealschule können auch ohne die beruflichen Voraussetzungen zu erfüllen, im Anschluss ihre Ausbildung auf einem Abendgymnasium oder Kolleg fortsetzen.

## Abendgymnasium und Kolleg
Abendgymnasium und Kolleg führen in drei Jahren zur allgemeinen Hochschulreife. Das Abendgymnasium richtet sich vor allem an Berufstätige, die neben der Erwerbstätigkeit das Abitur in Teilzeit erwerben wollen. Das Kolleg findet im Vollzeitunterricht statt und ist Bafög-gefördert.

### Voraussetzungen
Eingangsvoraussetzungen sind in der Regel eine mindestens 24-monatige Berufstätigkeit und ein mittlerer Schulabschluss.
Anrechenbar auf die Berufstätigkeit sind anteilig u. a. Elternzeit, Arbeitslosigkeit, Freiwilliges Soziales Jahr und Dienst in der Bundeswehr oder Bundesfreiwilligendienst.
Für Bewerber, welche die schulischen Voraussetzungen nicht erfüllen, wird in der Regel ein Vorkurs angeboten.

### Organisation und Struktur
Die Bildungsgänge sind in sechs Semester aufgeteilt, die ersten beiden bilden die Einführungsphase, Semester 3–6 die Qualifikationsphase. In der Regel ist ein Beginn nach den Sommerferien bzw. am 1. Februar eines Jahres möglich.
Am Abendgymnasium beträgt die Unterrichtsverpflichtung mindestens 20 Stunden pro Woche, am Kolleg 30 Stunden pro Woche.
Die Abschlussprüfungen sind durch das Zentralabitur landesweit vorgegeben.